# Henry Lawrence's "Young Men"
Gli Henry Lawrence's "Young Men", noti anche come i "Paladini del Punjab" (The Paladins of the Punjab), erano un gruppo di ufficiali della Compagnia britannica delle Indie Orientali incaricati di agire come "consiglieri" dei sikh dopo la prima guerra anglo-sikh del 1846. Secondo le parole di George St Patrick Lawrence, i loro compiti erano "agire come un consigliere amichevole per gli ufficiali nativi". Prestarono servizio al comando di Sir Henry Montgomery Lawrence, che fu prima agente del governatore generale dell'India e poi residente a Lahore.
Collettivamente questi uomini gettarono le basi del dominio britannico nel Punjab e sulla Frontiera nord-occidentale negli anni compresi tra la prima guerra anglo-sikh e i moti indiani del 1857.

## Contesto
Dopo la sconfitta dell'Impero Maratha nella terza guerra anglo-maratha, la Compagnia britannica delle Indie Orientali poté espandersi verso ovest. Ciò la fece entrare in competizione con l'Impero Sikh, a sua volta in espansione sotto la guida del maharaja Ranjit Singh. Nello stesso periodo l'Impero russo stava occupando vasti territori in Asia e il governo britannico temeva minacce russe ai suoi interessi commerciali in India e in Asia centrale. I britannici presero in considerazione l'Afghanistan come potenziale protettorato, posto alle spalle di una serie di stati cuscinetto in Asia centrale e in Persia destinati a proteggere l'Impero anglo-indiano. Per accedere all'Afghanistan era però necessario un percorso attraverso il Sindh e il Punjab.
La morte di Ranjit Singh nel 1839 segnò l'inizio di un periodo di instabilità all'interno dell'Impero Sikh. Per contrastare la minaccia ai territori britannici lungo il confine, la Compagnia rafforzò la sua presenza militare al confine con Punjab, stabilendo una nuova base a Ferozepur. Questa iniziativa, unita alla conquista britannica del Sindh nel 1843, suscitò la diffidenza dei sikh. Le conseguenze che ne seguirono furono la rottura delle relazioni diplomatiche e lo scoppio della prima guerra anglo-sikh.
Il 20 febbraio 1846 i britannici occuparono Lahore e Frederick Currie firmò con i sikh un trattato di pace, noto come il trattato di Lahore. Un supplemento al trattato stabiliva che una forza britannica sarebbe rimasta a Lahore fino alla fine dell'anno "allo scopo di proteggere la persona del maharajah e gli abitanti della città di Lahore, durante la riorganizzazione dell'esercito sikh" (articoli da 1 a 4 dell'accordo aggiuntivo al trattato di Lahore). Verso la fine del 1846 fu ratificato il trattato di Bhyroval, che prevedeva la nomina da parte del governatore generale dell'India di un ufficiale britannico come residente, affiancato da un efficiente organico di assistenti. Il residente sarebbe rimasto a Lahore, con "piena autorità di dirigere e controllare tutte le questioni in ogni dipartimento dello Stato" (articolo 2 del trattato di Bhyroval).

## I "Paladini del Punjab"
Il residente fu individuato in Henry Montgomery Lawrence, che aveva assistito Currie nella stesura del trattato di Lahore. Lawrence scelse personalmente il suo gruppo di assistenti. Tra questi c'erano uomini della sua generazione, come James Abbott, Frederick Mackeson e i suoi fratelli George Lawrence e John Lawrence. Alcuni degli ufficiali più importanti avevano prestato servizio con Lawrence nella prima guerra anglo-sikh, per esempio Herbert Edwardes, William Hodson e Harry "Joe" Lumsden, che avevano partecipato alla battaglia di Sobraon. La maggior parte del gruppo era però costituita da ufficiali ventenni, scelti direttamente dai ranghi del Bengal Army. Lawrence era sempre alla ricerca di nuove reclute e portava con sé un taccuino con nomi e osservazioni. Il carismatico Lawrence riunì i suoi protetti in una fratellanza di giovani uomini, che condividevano una vocazione, qualcosa di molto simile a una banda di fratelli, paladini alla corte del loro mentore e maestro.
L'uccisione a Multan di Patrick Vans Agnew e del tenente Anderson, nell'aprile del 1848, portò allo scoppio della seconda guerra anglo-sikh, al termine della quale il Punjab fu annesso ai domini britannici. La nuova Provincia del Punjab fu posta sotto il controllo di un consiglio di amministrazione, del quale Lawrence fu nominato presidente. Nonostante i successi conseguiti dal consiglio, Lord Dalhousie, nuovo governatore generale dell'India, preferì in seguito concentrare il potere nelle mani di un unico amministratore civile, che individuò in John Lawrence.
Nel 1853 Henry Montgomery Lawrence fu nominato agente del governatore generale nel Rajputana e lasciò il Punjab.

## Gli "Young Men"
- James Abbott
- Lewin Bowring
- Neville Bowles Chamberlain
- John Coke
- Henry Coxe
- Henry Daly
- Herbert Edwardes
- William Hodson
- George Lawrence
- Harry "Joe" Lumsden
- Frederick Mackeson
- Philip Melvill
- John Nicholson
- Richard Pollock
- Reynell Taylor
- Patrick Alexander Vans Agnew

### Ulteriori letture
- (EN) Henry Montgomery Lawrence, Political Diaries of the Agent to the Governor General, North West Frontier and Resident at Lahore from 1 January 1847 to 4 March 1848, Allahabad, Pioneer Press, 1909.
- (EN) Political Diaries of Lieut. H. B. Edwardes, Assistant to the Resident at Lahore 1847-1849, Lahore, Punjab Government Press, 1911.
- (EN) Political Diaries of Lieutenant Reynell G. Taylor, Mr. P. Sandys Melvill, Pandit Kunahya Lal, Mr. P. A. Vans Agnew, Lieutenant J. Nicholson, Mr. L. Bowring and Mr. A. H. Cocks, 1847-1849, Allahabad, Pioneer Press, 1911.